# Tabor wędruje do nieba
Tabor wędruje do nieba (ros. Табор уходит в небо, Tabor uchodit w niebo) – radziecki film z 1975 roku w reżyserii Emila Loteanu bazujący na baśniowo-alegorycznych opowiadaniach  Maksima Gorkiego "Makar Czudra" i "Starucha Iziergil". Jest to opowieść o Cyganie, który "kochał konie, kochał kobiety, ale nade wszystko kochał wolność".

## Obsada
- Swietłana Toma jako Rada
- Grigore Grigoriu jako Łojko Zobar
- Michaił Szyszkow jako Nur
- Nelli Wołszaninowa jako Rusalina
- Paweł Andriejczenko jako Talimon
- Wasilij Simczicz jako Balint
- Lon Sandri Szkuria jako Sidali
- Serdżu Finiti jako Bubula
- Lala Czornaja jako stara Cyganka

## Nagrody
- 1976: Międzynarodowy Festiwal Filmowy w San Sebastian – Złota Muszla

## Wersja polska
- Reżyseria dubbingu: Maria Olejniczak
- Dialogi: Joanna Klimkiewicz

Głosów użyczyli:
- Alicja Wyszyńska jako Rada
- Piotr Zaborowski jako Łojko Zobar
- Leonard Andrzejewski jako Nur
- Dorota Kawecka jako Rusalina
- Tadeusz Grabowski jako Talimon
- Henryk Machalica jako Balint

Źródło: